# Jeannine Gramick
Jeannine Gramick, née en 1942 à Philadelphie, est une religieuse catholique américaine membre des Sœurs de Lorette. Figure pionnière du dialogue entre l'Église catholique et les personnes LGBT, elle est cofondatrice de New Ways Ministry (en), une organisation pastorale engagée dans la reconnaissance des catholiques lesbiennes, gays, bisexuels et transgenres.
Son engagement, perçu comme controversé par les autorités ecclésiastiques, lui vaut en 1999 une sanction formelle du Vatican, qui lui interdit de continuer son apostolat auprès des personnes homosexuelles. Malgré cela, elle poursuit discrètement ses activités, bénéficiant d'un large soutien dans les milieux catholiques progressistes et dans les milieux LGBT croyants. Elle est aujourd'hui reconnue comme l'une des voix majeures du catholicisme inclusif aux États-Unis.

## Biographie

### Formations
Jeannine Gramick nait en 1942 dans une famille catholique d'immigrants de la classe ouvrière de Philadelphie où elle étudie pendant ses années du primaire et secondaire dans des écoles catholiques de la ville. Elle rejoint en 1960, à Baltimore, les Sœurs de la Sainte Famille de Nazareth, congrégation enseignante d'origine polonaise, où elle devient religieuse. Elle obtient un doctorat en mathématiques à l'université de Pennsylvanie,, puis un second doctorat en théologie à l'université de Chicago, ce qui marque une évolution de ses intérêts vers les sciences religieuses et pastorales.
C'est au début des années 1970, en 1971 précisément, qu'elle fait la rencontre de jeunes hommes homosexuels en difficulté, dont Dominic Bash (le premier qu'elle rencontre), ce qui bouleverse son approche de la pastorale : elle découvre à la fois leur détresse face au rejet ecclésial et leur désir sincère de vie spirituelle. Ce tournant la pousse à s'engager activement dans l'accompagnement de ces fidèles marginalisés.

### New Ways Ministry
En 1977, avec le père Robert Nugent, un prêtre salésien également engagé dans l'écoute des catholiques homosexuels, elle fonde New Ways Ministry,,. Cette organisation se donne pour mission d'offrir un espace de dialogue et de pastorale inclusive, affirmant qu'il est possible d'être catholique et LGBT,,.
New Ways Ministry organise des retraites, publie des ressources éducatives et offre un soutien aux familles, aux prêtres et aux communautés religieuses confrontés à ces questions.

### Sanction du Vatican
Dès les années 1980, la Congrégation pour la doctrine de la foi, dirigée alors par le cardinal Joseph Ratzinger, entame une enquête sur les activités de Gramick et Nugent. En 1999, après plus de vingt ans de surveillance, le Vatican publie un décret officiel leur interdisant tout ministère pastoral à destination des personnes homosexuelles, les accusant de ne pas avoir présenté de manière fidèle l'enseignement catholique sur la sexualité,,.
Alors que le père Nugent se retire du ministère, Gramick refuse de se conformer à l'interdiction, choisissant de continuer son apostolat en dehors des circuits institutionnels. Elle change ensuite de congrégation pour rejoindre les Sœurs de Lorette, congrégation plus favorable à son engagement, en 2001,,.

## Engagement et postérité

### Militantisme LGBT
Malgré les pressions, Jeannine Gramick poursuit depuis plus de quatre décennies un travail de reconnaissance des catholiques LGBT. Elle organise des conférences, donne des retraites spirituelles et participe à des marches pour les droits civiques, tout en affirmant sa fidélité à l'Église.
Elle se démarque par un ton apaisé, non polémique, prônant le dialogue plutôt que la rupture, et critiquant l'exclusion sans renier sa foi.
L'action de Jeannine Gramick a contribué à faire évoluer les mentalités au sein du monde catholique, tant aux États-Unis qu'à l'étranger. Si l'enseignement officiel de l'Église sur l'homosexualité n'a pas fondamentalement changé, sa pastorale de la dignité a permis de reconnaitre la foi et l'appartenance ecclésiale des personnes LGBT. Elle est souvent comparée à des figures comme Teresa Forcades ou Mary McAleese dans son engagement social et spirituel à contre-courant des institutions.

### Relations avec le pape François
Sous le pontificat de François, le climat autour de Gramick s'assouplit : en décembre 2021, le pape envoie une lettre manuscrite à New Ways Ministry, dans laquelle il remercie l'organisation pour son « travail pastoral précieux ». C'est une rupture symbolique majeure avec la position de ses prédécesseurs.
En 2022, la Congrégation pour les instituts de vie consacrée reconnait officiellement la nomination de Jeannine Gramick à la direction de sa congrégation, signe tacite que Rome ne cherche plus à entraver son action.
Le 17 octobre 2023, elle est reçue par le pape à la résidence Sainte-Marthe. C'est la première fois que le pape François et Gramick se rencontraient. Elle exprime alors sa gratitude au pape pour son ouverture à la bénédiction des personnes homosexuelles et son opposition à la criminalisation des personnes LGBTQ+.

Mais le 8 avril 2024, le Dicastère pour la doctrine de la foi a promulgué une Dignitas Infinita condamnant l'idéologie du genre. Après avoir écrit une lettre au Vatican, le pape François a répondu à Gramick sur sa déception concernant cette promulgation en lui expliquant sa façon d'interpréter cette idéologie du genre :

« L'idéologie du genre, c'est autre chose que les personnes homosexuelles ou transsexuelles. L'idéologie du genre rend tout le monde égal sans respect pour l'histoire personnelle. Je comprends l'inquiétude suscitée par ce paragraphe dans Dignitas Infinita, mais il ne fait pas référence aux personnes transgenres, mais à l'idéologie du genre, qui annule les différences. Les personnes transgenres doivent être acceptées et intégrées dans la société. »

## Distinctions
Jeannine Gramick est aujourd'hui saluée comme une figure emblématique de la dissidence constructive au sein du catholicisme contemporain. Son combat a influencé de nombreux théologiens, religieux et laïcs œuvrant à l'inclusion des personnes LGBT dans les Églises chrétiennes.
Elle a reçu des prix et distinctions dont :
- le Peace Prize de la Fondation Santa Claus en 2005[3] ;
- le Prix Mère Teresa en 2006[6].

Elle est aussi apparue dans plusieurs documentaires, dont In Good Conscience en 2004, retraçant son parcours face à la censure vaticane.

## Œuvres
Gramick est l'autrice de plusieurs ouvrages,,, :
- (en) Homosexuality and the Catholic Church, More, 1983 (ISBN 978-0-88347-149-4) ;
- (en) Homosexuality in the priesthood and the religious life, Crossroad, 1989 (ISBN 978-0-8245-0963-7)
- (en) The Vatican and homosexuality: reactions to the "Letter to the bishops of the Catholic Church on the pastoral care of homosexual persons", Crossroad, 1988 (ISBN 978-0-8245-0864-7)
- (en) Robert Nugent et Jeannine Gramick, Building bridges: Gay & Lesbian reality and the Catholic Church, Twenty-Third Publ, 1992 (ISBN 978-0-89622-503-9)
- (en) Voices of hope, 1995 (ISBN 978-0-935877-01-4)>.